# Roberto Rufino
Roberto Rufino (* 6. Januar 1922 in Buenos Aires; † 24. Februar 1999) war ein argentinischer Tangosänger, -komponist und –dichter.

## Leben
Rufino debütierte 1936 im Café O'Rondeman, dem gleichen Lokal, in dem Carlos Gardel in seiner frühen Zeit aufgetreten war, und war dort als El pibe del Abasto bekannt. Als El pibe Terremoto trat er mit Francisco Rosses Orchester im Café El Nacional auf und mit Antonio Bonavenas Orchester im Petit Salón. Seine weiteren Stationen waren die Orchester Camilo Tarantinis, José Felipettis und Anselmo Aietas, bis er 1938 schließlich zu Carlos Di Sarli kam. Mit diesem nahm er 1939 den Tango Corazón (von Di Sarli und Héctor Marcó) und danach bis 1944 45 weitere Titel auf. Die Zusammenarbeit mit Di Sarli erfuhr in dieser Zeit zwei Unterbrechungen durch Auftritte mit Alfredo Fanuele (1941) und Emilio Orlando (1942).
Ab 1944 trat Rufino als Solist mit einem eigenen Orchester auf. Dieses wurde zunächst bei Auftritten bei Radio Belgrano von Atilio Bruni geleitet. Mit Alberto Cámara als Bandleader nahm Rufino 1945 sein erstes Album beim Label Sondor in Uruguay auf, sein zweites entstand im Folgejahr bei Victor in Chile mit Porfirio Díaz. Zwischen 1947 und 1950 war er Mitglied der Orchester Francini-Pontier und Miguel Calós, worauf er bis 1952 erneut als Solist auftrat. Von 1952 bis 1954 war er Sänger im Orchester Roberto Calós.
Danach arbeitete er – abgesehen von einigen Unterbrechungen – bis ins hohe Alter ausschließlich als Solist. Mit Miguel Caló nahm er 1966 eine LP auf. Als Komponist bzw. Dichter arbeitete er u. a. mit Roberto Casinelli, Manolo Barros, Mario César Arrieta, Marvil, Roberto Caló, Cholo Hernández, Julio Navarrine, Héctor Marcó, Horacio Sanguinette, Reinaldo Yiso, Angel Cabral, Alberto L. Martínez und Alejandro Romay zusammen. 1997 wurde er als Ciudadano Ilustre de la Ciudad de Buenos Aires geehrt, im Folgejahr als Ciudadano Ilustre de la Cultura Nacional.

## Kompositionen
- Muchachos, arranquemos para el centro
- Eras como la flor
- ¡Cómo nos cambia la vida!
- ¡Calla!
- Destino de flor
- Dejame vivir mi vida
- La novia del suburbio
- Soñemos
- Tabaco rubio
- El clavelito
- No hablen mal de las mujeres
- Los largos del pibe
- En el lago azul
- Carpeta
- El bazar de los juguetes
- La calle del pecado
- Julián Tango
- Manos adoradas
- Porque te sigo queriendo
- Qué quieren yo soy así
- Lita
- Boliche